# Figularia tahitiensis
Figularia tahitiensis is een mosdiertjessoort uit de familie van de Cribrilinidae. De wetenschappelijke naam van de soort is voor het eerst geldig gepubliceerd in 1923 door Waters.